# Uzebox
Uzebox — ретро-минималистическая игровая видеоприставка, являющаяся разработкой с общедоступными наработками. Основана на 8-разрядных микроконтроллерах общего назначения AVR от Atmel. Особенностью системы является то, что она использует ядро, управляемое прерываниями, и не содержит видеобуфера. Такие функции как синхронизация видео, рендеринг кадра по таблице и сведение музыки осуществляются в реальном времени как фоновые задачи, так что игры под эту приставку легко могут быть разработаны на Си. Целью данной разработки являлось создание устройства с максимально простой архитектурой, обеспечивающей достаточно хороший звук и изображение, и при этом оставляющей достаточно ресурсов для реализации интересных игр. Особое внимание было уделено обеспечению возможности практически любому радиолюбителю легко и быстро собрать и запрограммировать эту игровую приставку. Итоговая разработка содержит только две микросхемы: ATmega644 и преобразователь видеосигнала из RGB в NTSC — AD725.
Uzebox была впервые представлена в журнале «Make» в качестве разработки с общедоступными наработками в 2009 году.

## Достоинства

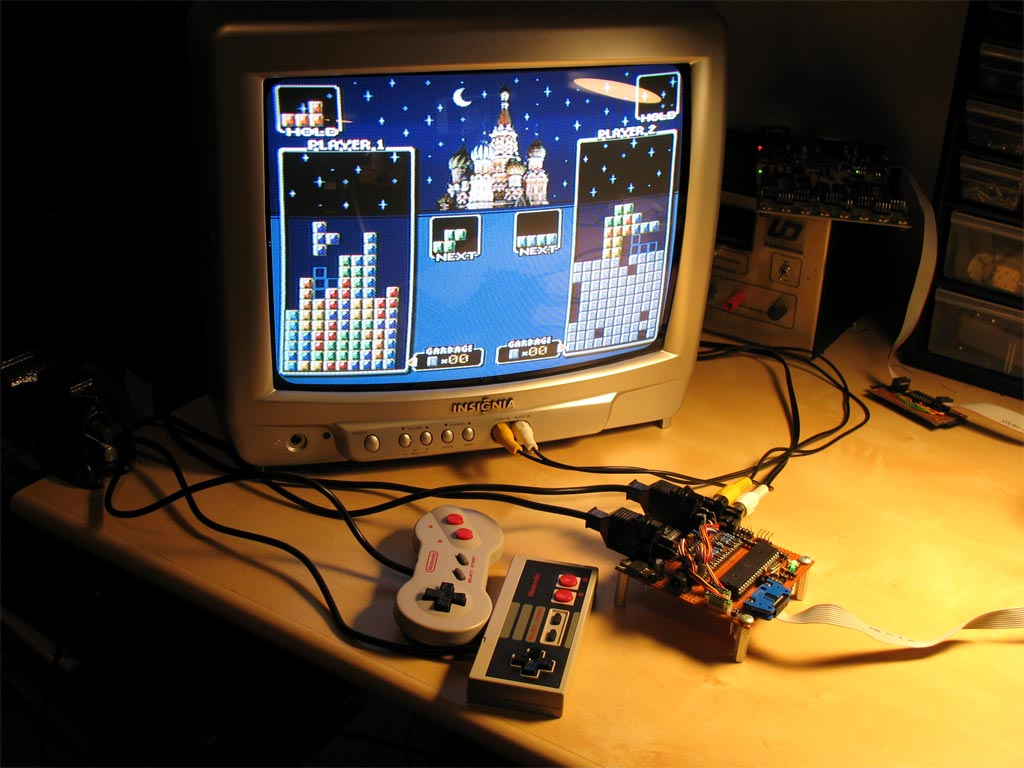
Прототип Uzebox, подключённый к ТВ и отображающий игру.

- Малые количество и стоимость частей: система сделана только на двух микросхемах и нескольких отдельных деталях.
- Ядро, управляемое прерываниями: нет необходимости программировать счётчики циклов, сведение звука и создание изображение происходит в фоновом режиме.
- 256 отдельных цветов: обеспечивается использованием каскада сопротивлений R-2R в цепи ЦАП.
- 4-канальная система звуковоспроизведения: звуковая подсистема состоит из 3-х каналов, формируемых по таблице волны и 1-го канала шума или ИКМ.
- MIDI In: с музыкальным секвенсором, позволяет создавать музыку прямо на приставке.
- Ретро устройства управления: приём сигналов осуществляется через стандартный интерфейс управления NES/SNES (от «джойстиков»).
- Поддержка «мыши» для SNES.
- Устройство чтения карт памяти SD/MicroSD.
- Возможность расширения: по прежнему доступны свободные линии ввода-вывода для подключения периферийных устройств, для которых можно задействовать, например, порты UART и SPI, испытанные в виде эксперимента.
- Эмулятор: полный эмулятор цикла сильно облегчает разработку.
- Загрузчик игр (бета): загружает игры с карты SD.
- ИПП(API): разработка игр с использованием ИПП, обеспечивающим множество режимов видео, управления звуком и другие возможности.
- Общедоступные наработки: программное обеспечение, конструкция и электрическая схема распространяются абсолютно бесплатно и открыто по лицензии GPL.

## Аппаратная часть

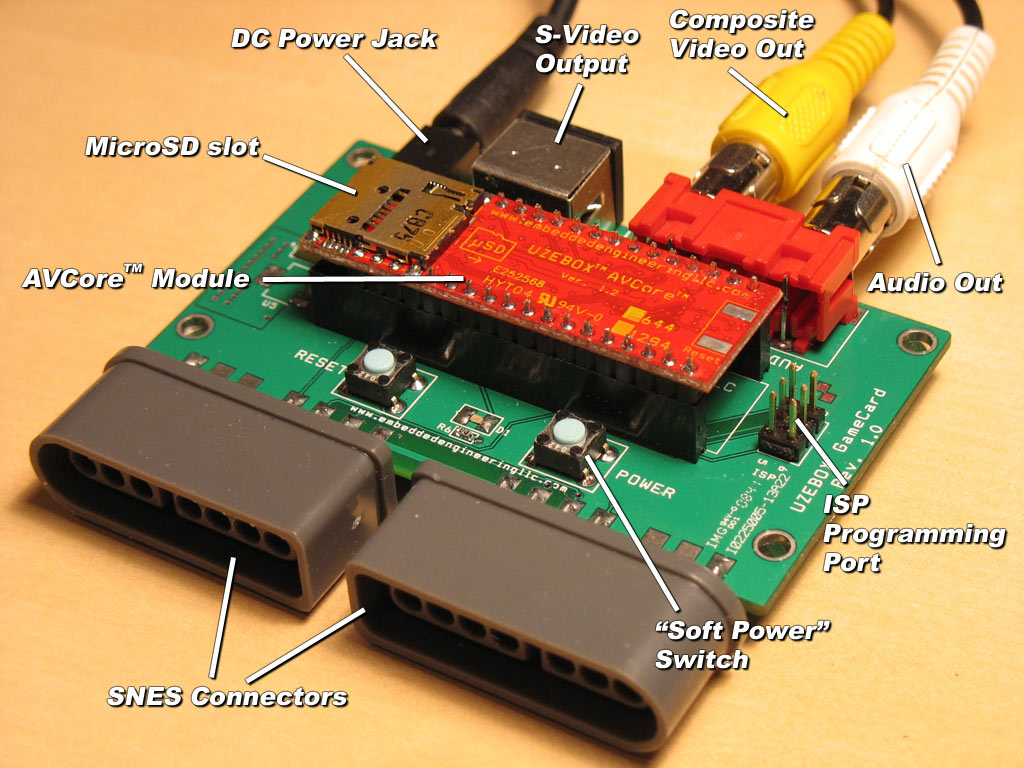
Описание платы Uzebox от AVCore

- Центральный процессор: микроконтроллер ATmega644
- Общее количество ОЗУ: 4 КБ
- Память микропрограмм: 64 КБ
- Частота процессора: 28.61818 МГц (разогнан)
- Цветность: 256 цветов, с однородной палитрой 8×8×4 (красный и зелёный — по 3 бита, синий — 2 бита)
- Видеовыходы: Композитный NTSC и S-Video
- Звук: 8-бит моно, сведённый на ~15КГц с ШИМ
- Устройства ввода: два NES/SNES совместимых джойстика
- Внешнее хранилище данных: SD/MicroSD
- Возможные расширения: интерфейс MIDI-in

## Реализации
По состоянию на 2010 год, разработка Uzebox была коммерчески реализована командой AVCore как полностью собранный объект, и командой Fuzebox — в качестве набора сделай сам.